# Mons (Gard)
Mons é uma comuna francesa na região administrativa de Occitânia, no departamento de Gard. Estende-se por uma área de 15,94 km². Em 2010 a comuna tinha 1 728 habitantes (densidade: 108,4 hab./km²).